# 升旗号角
《升旗号角》是一段20秒的开场小号，由中国作曲家郭思达所作，每月第一日天安门广场的升旗仪式上由号手吹奏，自2018年1月1日元旦以来沿用至今。

## 创作与彩排
军乐团将作曲任务指派给了军乐团创作室成员、曾创作过九三阅兵号角的郭思达，要求三天以内完成作曲、开始录音。郭思达将“新时代”、“大国风范”和“中国元素”全部融入到这首20秒的乐曲中。
首演彩排时北京正值天寒地冻的冬季，军号里的水分会冻住乐器按键，负责表演的八名号手不得不在军号里灌入酒精让按键保持灵敏。由于音乐伴着清晨第一缕阳光奏响，八位礼号手之一——王瑞光将这段升旗号角称作“太阳升起的号角”。

## 演奏
《升旗号角》在2018年1月1日首次使用，并定于每月第一天升旗时奏响。原定号手奏乐时会站在第一辅桥上，但中国人民解放军军乐团团长邹锐将地点改在天安门城楼上，以表示人民站在“五千年厚重的文化积淀上，去奏响新时代的号角”。号手每人间隔20米，作为迎旗环节的背景音乐，奏曲时仪仗队的礼兵会在金水桥南侧整备。
《升旗号角》也在其他升旗场合演奏，如2019年广州海珠广场举办的庆祝中华人民共和国成立70周年升旗仪式。